# Lena Hentschel
Lena Hentschel (17 giugno 2001) è una tuffatrice tedesca.

## Biografia
Ai europei di nuoto di Glasgow 2018 ha vinto la sua prima medaglia internazionale, conquistando con la compagna Tina Punzel l'argento nel concorso dei tuffi dal trampolino 3 m sincro, chiudendo alle spalle della coppia italiana formata da Chiara Pellacani ed Elena Bertocchi.
Vanta un bronzo olimpico, vinto sempre nel sincro 3 metri insieme a Punzel a Tokyo 2020, un bronzo mondiale e tre ori europei.

## Palmarès
- Giochi olimpici

Tokyo 2020: bronzo nel sincro 3m.
- Mondiali

Fukuoka 2023: bronzo nella squadra mista.
- Europei di nuoto/tuffi

Glasgow 2018: argento nel sincro 3m.
Kiev 2019: argento nel sincro 3m.
Budapest 2020: oro nel sincro 3m.
Roma 2022: oro nel sincro 3m.
Antalya 2025: oro nel sincro 3m misto, argento nel sincro 3m e nella gara a squadre, bronzo nel trampolino 3m.
- Giochi europei

Cracovia 2023: argento nel sincro 3m.
- Giochi mondiali universitari

Reno-Ruhr 2025: oro nel sincro 3m misto, bronzo nel trampolino 3m e nel sincro 3m.